# 3회 정관장배 세계여자바둑최강전
3회 정관장배 세계여자바둑최강전은 대한민국, 중국, 일본 중 중국이 우승했다.

## 출전 기사 명단
- 한국 :
- 일본 :
- 중국 :

| 대국 | 연도   | 날짜      | 장소                              | 승자                 | 패자                 | 결과             | 기보                             |
| ---- | ------ | --------- | --------------------------------- | -------------------- | -------------------- | ---------------- | -------------------------------- |
| 1    | 2004년 | 11월 9일  | 중국 베이징 징광(京廣)호텔        | 이민진 四단          | 차오청 初단          | 321수 흑 5집반승 | [ 깨진 링크 ( 과거 내용 찾기 ) ] |
| 2    | 2004년 | 11월 10일 | 중국 베이징 징광(京廣)호텔        | 우메자와 유카리 五단 | 이민진 四단          | 244수 백 불계승  | [ 깨진 링크 ( 과거 내용 찾기 ) ] |
| 3    | 2004년 | 11월 11일 | 중국 베이징 징광(京廣)호텔        | 예꾸이 五단          | 우메자와 유카리 五단 | 99수 흑 불계승   | [ 깨진 링크 ( 과거 내용 찾기 ) ] |
| 4    | 2004년 | 11월 12일 | 중국 베이징 징광(京廣)호텔        | 예꾸이 五단          | 현미진 三단          | 298수 백 6집반승 | [ 깨진 링크 ( 과거 내용 찾기 ) ] |
| 5    | 2004년 | 12월 19일 | 서울 한국기원 1층 바둑TV 스튜디오 | 예꾸이 五단          | 야시로 구미코 五단   | 230수 백 불계승  | [ 깨진 링크 ( 과거 내용 찾기 ) ] |
| 6    | 2004년 | 12월 20일 | 서울 한국기원 1층 바둑TV 스튜디오 | 예꾸이 五단          | 김은선 初단          | 296수 백 2집반승 | [ 깨진 링크 ( 과거 내용 찾기 ) ] |
| 7    | 2004년 | 12월 21일 | 서울 한국기원 1층 바둑TV 스튜디오 | 예꾸이 五단          | 스즈키 아유미 三단   | 140수 백 불계승  | [ 깨진 링크 ( 과거 내용 찾기 ) ] |
| 8    | 2004년 | 12월 22일 | 서울 한국기원 1층 바둑TV 스튜디오 | 윤영선 四단          | 예꾸이 五단          | 248수 백 3집반승 | [ 깨진 링크 ( 과거 내용 찾기 ) ] |
| 9    | 2004년 | 12월 23일 | 서울 한국기원 1층 바둑TV 스튜디오 | 윤영선 四단          | 만나미 카나 三단     | 269수 흑 5집반승 | [ 깨진 링크 ( 과거 내용 찾기 ) ] |
| 10   | 2004년 | 12월 24일 | 서울 한국기원 1층 바둑TV 스튜디오 | 쉬잉 五단            | 윤영선 四단          | 227수 흑 불계승  | [ 깨진 링크 ( 과거 내용 찾기 ) ] |
| 11   | 2005년 | 1월 17일  | 중국 상하이 왕바오허 호텔         | 쉬잉 五단            | 고바야시 이즈미 六단 | 164수 백 불계승  | [ 깨진 링크 ( 과거 내용 찾기 ) ] |
| 12   | 2005년 | 1월 18일  | 중국 상하이 왕바오허 호텔         | 박지은 五단          | 쉬잉 五단            | 284수 백 8집반승 | [ 깨진 링크 ( 과거 내용 찾기 ) ] |
| 13   | 2005년 | 1월 19일  | 중국 상하이 왕바오허 호텔         | 박지은 五단          | 장쉔 八단            | 270수 백 4집반승 | [ 깨진 링크 ( 과거 내용 찾기 ) ] |
| 14   | 2005년 | 1월 20일  | 중국 상하이 왕바오허 호텔         | 루이나이웨이 九단    | 박지은 五단          | 205수 흑 불계승  | [ 깨진 링크 ( 과거 내용 찾기 ) ] |

결과: 중국 우승 (8승 4패), 대한민국 준우승 (5승 5패), 일본 3위 (1승 5패)